# Great Bird Island
Great Bird Island ist eine kleine Insel vor der Nordostküste der Karibikinsel Antigua des Staates Antigua und Barbuda.

## Lage und Landschaft
Great Bird Island liegt zusammen mit weiteren kleinen Eilanden (Galley Islands, Hells Gate Island, Red Head Island, Exchange Island, Rabbit Island und Lobster Island) vor der Nordspitze der Insel Guiana Island am Nordostende des North Sound. Verwaltungsmäßig gehört sie zum Saint Peter Parish.

## Nutzung und Naturschutz
Auf der Privatinsel wurden im Zuge eines Naturschutzprojekts die Ratten ausgerottet. Dafür wurde die Antigua-Schlanknatter (Alsophis antiguae) angesiedelt. Die stark bedrohte Schlangenart war durch eingeschleppte Ratten auf den Antillen fast ausgerottet worden. 
Die Insel wurde von Seefahrern aufgrund der großen Anzahl an Vögeln so benannt. Sie hielten die Insel für ein kleines Paradies. Neben der Schlanknatter bietet die Insel heute auch ein Schutzgebiet für die Eidechsenart Pholidoscelis griswoldi (Griswold’s ameiva), Braunpelikan (Pelecanus occidentalis), Kubapfeifgans und Rotschnabel-Tropikvogel (Phaethon aethereus).
Seit 2006 gehört die Insel zum North East Marine Management Area (NEMMA, 78 km²), ein recht unspezifisches Schutzgebiet. 2007 wurde auch ein Offshore Islands Important Bird Area (AG006), unter dem die antiguanischen Nebeninseln als bedeutenden Gebiet für Küstenvögel zusammengefasst sind, festgestellt.